# جون بلاك (قاضي)
جون بلاك هو قاضي كندي، ولد في 11 مارس 1817، وتوفي في 3 فبراير 1879.